# Heinrich Mauersberger
Heinrich Mauersberger (11. února 1909, Neukirchen/Pleiße – 16. února 1982, Bestensee) byl německý textilní technik a vynálezce.

## Život a působení
Mauersberger se po reálce vyučil barvířem, absolvoval odbornou školu a pracoval jako technik v několika textilních továrnách. Jeho první vynález (z roku 1934) se týkal potiskování rukavic.
Jako voják-zdravotník padl do amerického zajetí, po návratu odtud se intenzivně zabýval pletařstvím. Postavil si ruční pletací přístroj vlastní konstrukce a složil zkoušku pro pletařské mistry. V té době pozoroval svoji manželku při práci na šicím stroji, což ho přivedlo na myšlenku kombinace šití a pletení. Z této úvahy vznikl Mauersbergrův nejznámější vynález, který přihlásil jako patent WP 8194 v roce 1949. Patent popisoval způsob výroby plošné textilie „prošíváním“ vrstvy vláken na osnovním pletacím stroji.

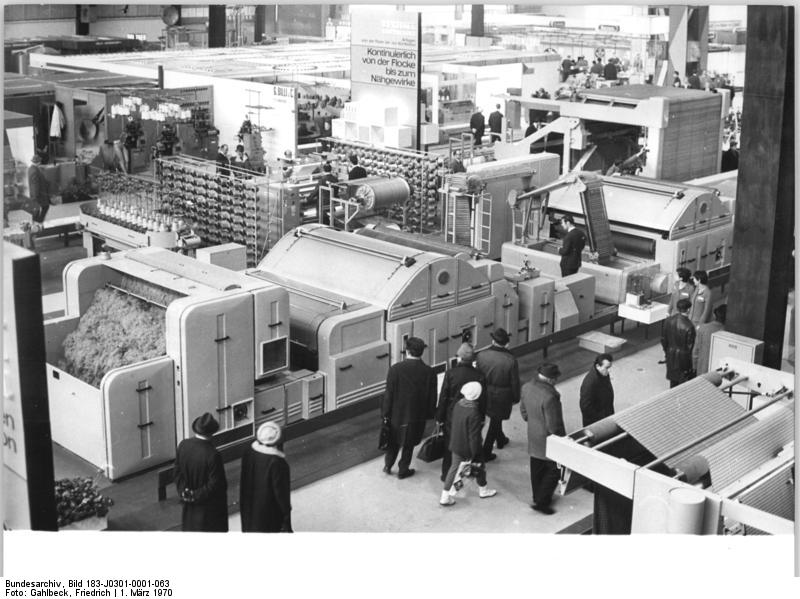
Agregát MALIMO na veletrhu v Lipsku v roce 1970

Mauersberger dostal sice na základě toho zaměstnání jako konstruktér v nově vzniklém státním strojírenském podniku, kde intenzivně pracoval na zlepšení a několika variantách svého vynálezu, (dokumentovaných asi v 80 patentech), ale jeho Nähwirkmaschine (česky: proplétací stroj) se začal sériově vyrábět až po dlouhých dohadech a problémech teprve v roce 1957. Pro stroje k tomuto zcela novému způsobu výroby se začala používat zkratka MALIMO vzniklá ze spojení slov Mauersberger – Limbach (kde M. v době vzniku vynálezu pracoval) – Molton (druh tkaniny).
V 60. letech se s podporou Mauersbergerovy práce rozjela výroba i export proplétacích strojů, což přineslo značné zisky východoněmeckému státu a jemu také několik veřejných uznání. Mauersberger však asi od poloviny této dekády častěji kritizoval ekonomické poměry v NDR (např. nepatrný vlastní podíl na výtěžku z jeho vynálezů) a tak se stál pro vládnoucí režim nepohodlným. V roce 1967 dal ze zdravotních důvodů výpověď ze zaměstnání v Institutu textilního strojírenství a žil asi po dva roky bez jakýchkoliv příjmů. Teprve po intervencích svých kolegů zejména ze západní Evropy mu východoněmecká vláda přiznala jakousi čestnou penzi.
Jako důchodce dostal ještě několik čestných uznání, v roce 1982 zemřel v Bestensee (poblíž Berlína).